# Fragile - Nesliving Vol. 2
Fragile - Nesliving Vol. 2 è il quinto album in studio del rapper italiano Nesli, pubblicato il 13 novembre 2009 dalla Doner Music.

## Descrizione
Il disco è il primo nella carriera del rapper caratterizzato dall'assenza di collaborazioni con altri artisti. Sebbene i brani contenuti nell'album fossero già stati completati tempo prima, la loro pubblicazione è stata ritardata, in seguito alla rescissione del contratto con la Universal e la conseguente mancanza di un'etichetta discografica. Come inoltre suggerisce il titolo, l'album rappresenta il seguito di Nesliving Vol. 1, uscito pochi mesi prima.
Dall'album non è stato estratto alcun singolo, ma sono stati realizzati e pubblicati i video dei brani Fragile, Non tornerò e La fine.

## Tracce
1. L'inizio – 3:59
2. Non tornerò – 3:40
3. Credimi – 3:13
4. Se tu non sei qui – 4:19
5. Io non sono come voi – 3:12
6. Corri in fretta – 3:01
7. Una vita non basta – 3:29
8. Fragile – 3:46
9. Se perdi – 4:29
10. Non mi sembra vero – 3:00
11. My First Love – 2:55
12. La fine – 3:43